# Kígyó-lemma
A kígyó-lemma egy matematikai, azon belül homologikus algebrai lemma, aminek segítségével hosszú egzakt sorozatokat lehet konstruálni. A lemma kulcsfontosságú szerepet tölt be a homologikus algebrában és annak alkalmazási területein, például az algebrai topológiában. A lemma konstrukciójában szereplő homomorfizmust gyakran határleképezés néven említik.

## Állítás
Legyen adott egy Abel-kategória – például az Abel-csoportok kategóriája vagy egy gyűrű feletti modulusok kategóriája –, és tekintsük ebben a következő kommutatív diagramot:
Itt 0 jelöli a kategória zéróobjektumát. A kígyó-lemma szerint ha a diagramban a sorok egzaktak, akkor létezik a következő egzakt sorozat:
{\displaystyle \ker a~{\color {Gray}\longrightarrow }~\ker b~{\color {Gray}\longrightarrow }~\ker c~{\overset {\partial }{\longrightarrow }}~\operatorname {coker} a~{\color {Gray}\longrightarrow }~\operatorname {coker} b~{\color {Gray}\longrightarrow }~\operatorname {coker} c}.
Itt az objektumok az a, b és c morfizmusok magjai illetve komagjai, és ∂ az úgynevezett határleképezés.
Továbbá ha f monomorfizmus, akkor {\displaystyle \ker a~{\color {Gray}\longrightarrow }~\ker b} is mono, és ha g' epimorfizmus, akkor {\displaystyle \operatorname {coker} b~{\color {Gray}\longrightarrow }~\operatorname {coker} c} is epi.

## Etimológia
A kígyó-lemma neve onnan származik, hogy a fenti hosszú egzakt sorozat beilleszthető az eredeti diagram köré:
Az itt d-vel jelölt határleképezés ilyetén berajzolásával a hosszú egzakt sorozat egy kanyargó kígyóra emlékeztet.

## A hosszú egzakt sorozatban szereplő leképezések konstrukciója
A magok illetve komagok közötti leképezéseket az eredeti diagram vízszintes leképezései indukálják természetes módon a diagram kommutatív voltából adódóan. Az egzaktság a és b magjánál, illetve b és c komagjánál egyszerűen adódik az eredeti diagram sorainak egzaktságából. A kígyó-lemma mélyebb állítása tehát a határleképezésre vonatkozik.
Valamely gyűrű feletti modulusok kategóriájában a határleképezés a következőképpen definiálható. Legyen adott {\displaystyle x\in \ker c}, azaz {\displaystyle x\in C} úgy, hogy {\displaystyle c(x)=0}. Ekkor g szürjektív voltából adódóan létezik olyan {\displaystyle y\in B}, hogy {\displaystyle g(y)=x}. A jobb oldali négyzet kommutatív, azaz {\displaystyle g'(b(y))=c(g(y))=0}. A B'-nél való egzaktság és f' injektív volta miatt létezik egy egyértelmű {\displaystyle z\in A'}, hogy {\displaystyle f'(z)=b(y)}. Definiáljuk {\displaystyle \partial (x)}-et mint z képét {\displaystyle \operatorname {coker} (a)}-ban.
Bár y választása nem kanonikus, könnyen ellenőrizhető, hogy z képe, azaz {\displaystyle \partial (x)} független y választásától. Szintén könnyen látható, hogy az így definiált {\displaystyle \partial } leképezés lineáris.
Mitchell beágyazási tétele szerint bármely Abel-kategória beágyazható valamely gyűrű feletti modulusok kategóriájába. Ez a beágyazás lehetővé teszi a fenti konstrukciót egy tetszőleges Abel-kategóriában.

## Bizonyítás
A bizonyítás szerepel az It’s My Turn című filmben, Jill Clayburgh előadásában. Sőt, Charles Weibel Introduction to Homological Algebra című könyvében nem is szerepel a bizonyítás, ehelyett Weibel maga is a filmre hivatkozik – illetve arra biztatja az olvasót, hogy találja ki a bizonyítást maga.

## A csoportok kategóriájában
A homologikus algebra számos állítása – például az 5-lemma – az Abel-kategóriák mellett a csoportok kategóriájában is igaz.
Ez a kígyó-lemma esetében nincs így: valóban, a csoportok kategóriájában nem léteznek tetszőleges komagok. A komagok ugyanakkor helyettesíthetők az {\displaystyle A'/\operatorname {im} a}, {\displaystyle B'/\operatorname {im} b}, {\displaystyle C'/\operatorname {im} c} mellékosztályokkal, és ez lehetővé teszi a határleképezést konstrukcióját. Az így létrejövő hosszú sorozat nem feltétlenül lesz egzakt (viszont mindig lánckomplexus lesz). Ha viszont azzal az erősebb feltevéssel élünk, hogy a komagok léteznek – azaz az a, b, c csoporthomomorfizmusok képei normálosztók –, akkor valóban hosszú egzakt sorozatot kapunk.

### Ellenpélda
Tekintsük az {\displaystyle A_{5}} alternáló csoportot. Ennek van egy az {\displaystyle S_{3}} szimmetrikus csoporttal izomorf részcsoportja, amiben pedig a {\displaystyle C_{3}} ciklikus csoport normálosztó. Így előáll a következő kommutatív diagram:
{\displaystyle {\begin{matrix}&1&\to &C_{3}&\to &C_{3}&\to 1\\&\downarrow &&\downarrow &&\downarrow \\1\to &1&\to &S_{3}&\to &A_{5}\end{matrix}}}
A diagram sorai egzaktak. (A zéróobjektumot itt multiplikatív jelölésben 1 jelöli.) Látható ugyanakkor, hogy a középső oszlop nem egzakt: az {\displaystyle S_{3}\simeq C_{3}\rtimes C_{2}} szemidirekt szorzatban {\displaystyle C_{2}} nem normálosztó.
Mivel {\displaystyle A_{5}} egyszerű csoport, a jobb oldali függőleges nyíl komagja szükségszerűen triviális. Ugyanakkor a {\displaystyle S_{3}/C_{3}} faktorcsoport izomorf a {\displaystyle C_{2}} ciklikus csoporttal.
A kígyó-lemmában szereplő hosszú sorozat ebben az esetben tehát a következő lesz:
{\displaystyle 1\longrightarrow 1\longrightarrow 1\longrightarrow 1\longrightarrow C_{2}\longrightarrow 1}
Mivel {\displaystyle C_{2}} nem a triviális csoport, a sorozat nem egzakt.

## Fordítás
- Ez a szócikk részben vagy egészben  a   Snake lemma című angol Wikipédia-szócikk ezen változatának fordításán alapul.  Az eredeti cikk szerkesztőit annak laptörténete sorolja fel. Ez a jelzés csupán a megfogalmazás eredetét és a szerzői jogokat jelzi, nem szolgál a cikkben szereplő információk forrásmegjelöléseként.
- Ez a szócikk részben vagy egészben  a   Schlangenlemma című német Wikipédia-szócikk ezen változatának fordításán alapul.  Az eredeti cikk szerkesztőit annak laptörténete sorolja fel. Ez a jelzés csupán a megfogalmazás eredetét és a szerzői jogokat jelzi, nem szolgál a cikkben szereplő információk forrásmegjelöléseként.